# Гаджімагомедов Ахмед Шиявдінович
Ахмед Шиявдінович Гаджімагомедов (рос. Ахмед Шиявдинович Гаджимагомедов; нар. 21 квітня 1990, селище Калінінаул, Казбеківський район, Дагестанська АРСР, РРФСР, СРСР) — російський борець вільного стилю, бронзовий призер чемпіонату світу, чемпіон, срібний та бронзовий призер чемпіонатів Європи, срібний призер Кубку світу. Майстер спорту міжнародного класу з вільної боротьби.

## Життєпис
Боротьбою почав займатися з 2000 року в сусідньому селі — Ленінаул. У секцію його привів старший брат, який там же тренувався. Перший тренер — Г. І. Абасов. У 2004 році Ахмед вступив до Хасав'юртівського училища олімпійського резерву і з того часу тренується в цьому навчальному закладі. Тренери — М. А. Гусейнов, Х. Є. Александріді. Виступає за ФСТ «Юність Москви» (Москва), УОР (Хасав'юрт). Бронзовий призер чемпіонату Росії 2015 року, чемпіон Росії 2019 року.
У збірній команді Росії з 2012 року.

## Спортивні результати на міжнародних змаганнях

### Виступи на Чемпіонатах світу
| Змагання                        | Збірна | Вагова категорія          | Місце  |
| ------------------------------- | ------ | ------------------------- | ------ |
| Чемпіонат світу з боротьби 2018 | Росія  | вільна боротьба, до 79 кг | Бронза |

### Виступи на Чемпіонатах Європи
| Змагання                         | Збірна | Вагова категорія          | Місце  |
| -------------------------------- | ------ | ------------------------- | ------ |
| Чемпіонат Європи з боротьби 2017 | Росія  | вільна боротьба, до 74 кг | Бронза |
| Чемпіонат Європи з боротьби 2018 | Росія  | вільна боротьба, до 79 кг | Золото |
| Чемпіонат Європи з боротьби 2019 | Росія  | вільна боротьба, до 79 кг | Срібло |

### Виступи на Кубках світу
| Змагання                    | Збірна | Вагова категорія          | Місце  |
| --------------------------- | ------ | ------------------------- | ------ |
| Кубок світу з боротьби 2012 | Росія  | вільна боротьба, до 74 кг | 6      |
| Кубок світу з боротьби 2014 | Росія  | вільна боротьба, до 74 кг | Срібло |

### Виступи на інших змаганнях
| Змагання                                     | Збірна | Вагова категорія                 | Місце  |
| -------------------------------------------- | ------ | -------------------------------- | ------ |
| Турнір Алі Алієва 2011                       | Росія  | вільна боротьба, до 74 кг        | 28     |
| Золотий Гран-прі з боротьби 2012 (Тегеран)   | Росія  | вільна боротьба, до 74 кг        | 8      |
| Золотий Гран-прі з боротьби 2012 (Баку)      | Росія  | вільна боротьба, до 74 кг        | 7      |
| Інтерконтінентальний кубок з боротьби 2012   | Росія  | вільна боротьба, до 74 кг        | Срібло |
| Henri Deglane Challenge 2012                 | Росія  | вільна боротьба, до 74 кг        | Срібло |
| Гран-прі «Іван Яригін» 2013                  | Росія  | вільна боротьба, до 74 кг        | 32     |
| Київський Міжнародний турнір з боротьби 2013 | Росія  | вільна боротьба, до 74 кг        | Золото |
| Турнір Алі Алієва 2013                       | Росія  | вільна боротьба, до 74 кг        | 31     |
| Інтерконтінентальний кубок з боротьби 2013   | Росія  | вільна боротьба, до 74 кг        | Бронза |
| Кубок Рамзана Кадирова 2013                  | Росія  | вільна боротьба, до 74 кг        | Золото |
| Кубок Бразилії з боротьби 2013               | Росія  | вільна боротьба, до 74 кг        | Золото |
| Гран-прі «Іван Яригін» 2014                  | Росія  | вільна боротьба, до 74 кг        | Срібло |
| Турнір Алі Алієва 2014                       | Росія  | вільна боротьба, до 74 кг        | 8      |
| Інтерконтінентальний кубок з боротьби 2014   | Росія  | вільна боротьба, до 74 кг        | Золото |
| Вогні Москви 2014                            | Росія  | вільна боротьба, до 74 кг        | Золото |
| Гран-прі «Іван Яригін» 2015                  | Росія  | вільна боротьба, до 74 кг        | Золото |
| Турнір Яшара Догу 2015                       | Росія  | вільна боротьба, до 74 кг        | Бронза |
| Турнір Алі Алієва 2015                       | Росія  | вільна боротьба, до 74 кг        | Золото |
| Золотий Гран-прі з боротьби 2015             | Росія  | вільна боротьба, до 74 кг        | Бронза |
| Гран-прі «Іван Яригін» 2016                  | Росія  | вільна боротьба, до 74 кг        | Бронза |
| Турнір Алі Алієва 2016                       | Росія  | вільна боротьба, до 74 кг        | Срібло |
| Інтерконтінентальний кубок з боротьби 2016   | Росія  | вільна боротьба, до 74 кг        | Бронза |
| Гран-прі «Іван Яригін» 2017                  | Росія  | вільна боротьба, до 74 кг        | Золото |
| Турнір Яшара Догу 2017                       | Росія  | вільна боротьба, до 74 кг        | 7      |
| Кубок Ахмата Кадирова 2017                   | Росія  | вільна боротьба, до Teamevent кг | Срібло |
| Кубок Ахмата Кадирова 2017                   | Росія  | вільна боротьба, до Teamevent кг | Срібло |
| Інтерконтінентальний кубок з боротьби 2017   | Росія  | вільна боротьба, до 74 кг        | 12     |
| Міжнародний турнір Дінмухамеда Кунаєва 2017  | Росія  | вільна боротьба, до 74 кг        | Золото |
| Гран-прі «Іван Яригін» 2018                  | Росія  | вільна боротьба, до 79 кг        | Золото |
| Турнір Дана Колова — Николи Петрова 2018     | Росія  | вільна боротьба, до 79 кг        | Золото |
| Чемпіонат Росії з боротьби 2018              | Росія  | вільна боротьба, до 79 кг        | Золото |
| Гран-прі «Іван Яригін» 2019                  | Росія  | вільна боротьба, до 79 кг        | Золото |
| Гран-прі «Іван Яригін» 2020                  | Росія  | вільна боротьба, до 79 кг        | Срібло |